# Distribuzione di Panjer

Le possibili scelte dei parametri e le corrispondenti distribuzioni

In teoria delle probabilità con distribuzione di Panjer si indica una classe di quattro distribuzioni di probabilità discrete, composta dalle distribuzioni degenere, binomiale, di Pascal e di Poisson.

## Origine
Le distribuzioni di Panjer vennero introdotte dallo statistico canadese Harry H. Panjer come particolari classi di distribuzioni che permettono di trovare soluzioni "in forma chiusa" ad un particolare problema di valutazione del rischio.
Per descrivere la distribuzione di probabilità della somma {\displaystyle S=X_{1}+\ldots +X_{N}} di un numero aleatorio {\displaystyle N} di variabili aleatorie indipendenti {\displaystyle X_{1},\ldots ,X_{N}} (le richieste) aventi una stessa distribuzione, è necessario calcolare più volte il prodotto di convoluzione di queste distribuzioni e non sempre esso può essere reso esplicito.
Panjer descrisse una classe di possibili distribuzioni di probabilità per {\displaystyle N} per le quali la distribuzione di probabilità di {\displaystyle S} può essere descritta in una forma più semplice; quando le variabili {\displaystyle X_{i}} seguono una distribuzione discreta allora la distribuzione di {\displaystyle S} può essere calcolata esplicitamente.

## Definizione
Una distribuzione di Panjer con parametri {\displaystyle (a,b)} è una distribuzione di probabilità discreta con supporto i numeri naturali e le cui probabilità {\displaystyle P(n)=p_{k}}sono definite per ricorsione come
{\displaystyle p_{k}=\left(a+{\frac {b}{k}}\right)p_{k-1}}.
Non tutte le coppie {\displaystyle (a,b)} definiscono una distribuzione di probabilità: ogni termine della successione dev'essere positivo e la serie deve convergere. In particolare il primo fattore {\displaystyle a+b/n} non strettamente positivo dev'essere nullo (in questo caso la distribuzione avrà supporto su {\displaystyle \{0,1,\ldots ,n-1\}}. 
Sotto queste condizioni la distribuzione è univocamente determinata dal termine {\displaystyle p_{0}}, che viene ricavato tramite una trasformazione lineare dalla condizione {\displaystyle P(\mathbb {N} )=1}:
{\displaystyle 1=p_{0}\left(1+{\tfrac {p_{1}}{p_{0}}}+{\tfrac {p_{2}}{p_{1}}}{\tfrac {p_{1}}{p_{0}}}+\ldots \right)}.

## Classificazione
A seconda dei valori assunti dai parametri {\displaystyle (a,b)}, la distribuzione di Panjer può essere degenere, binomiale, di Pascal o di Poisson.

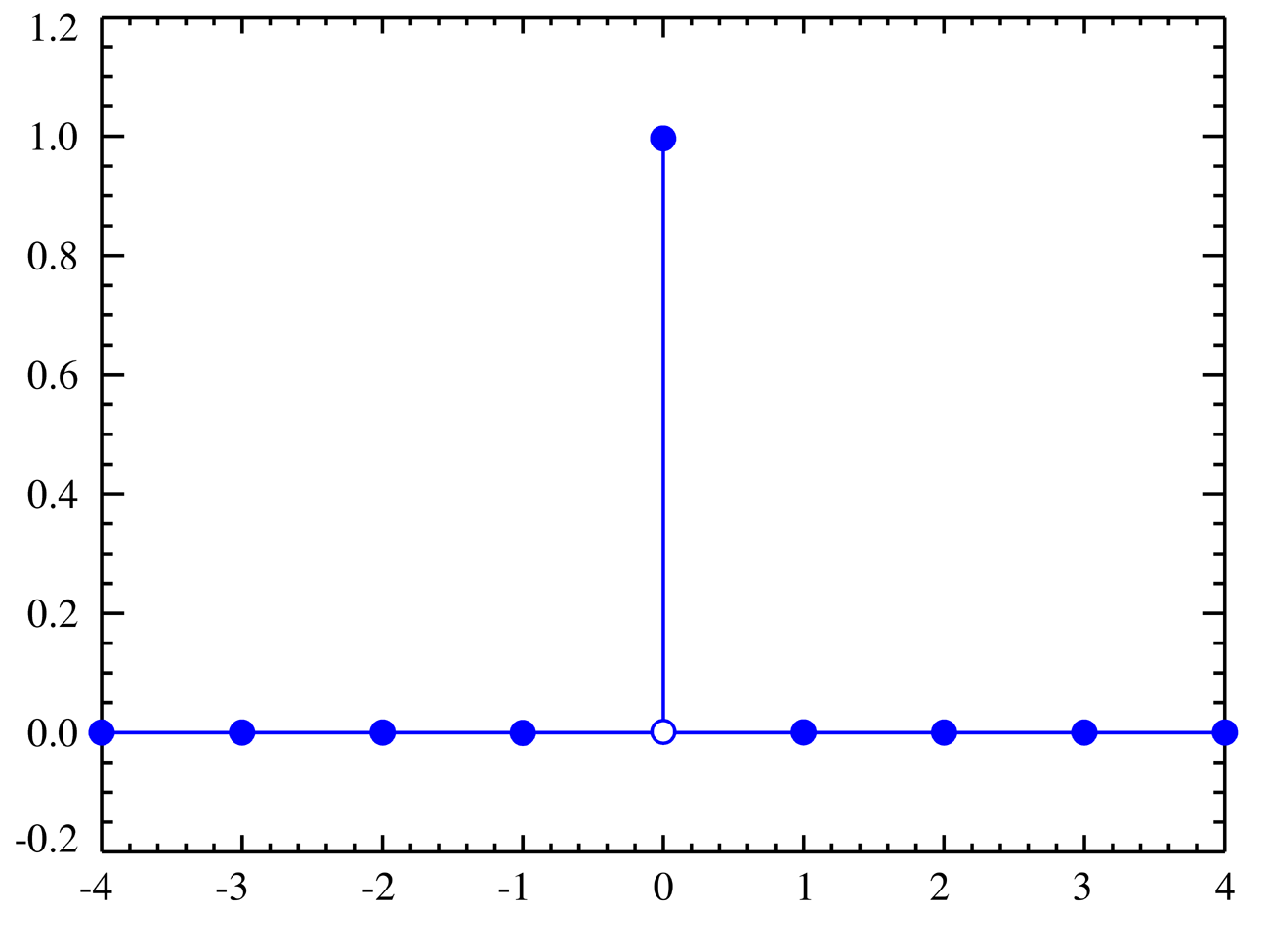
Distribuzione degenere
Distribuzioni binomiali
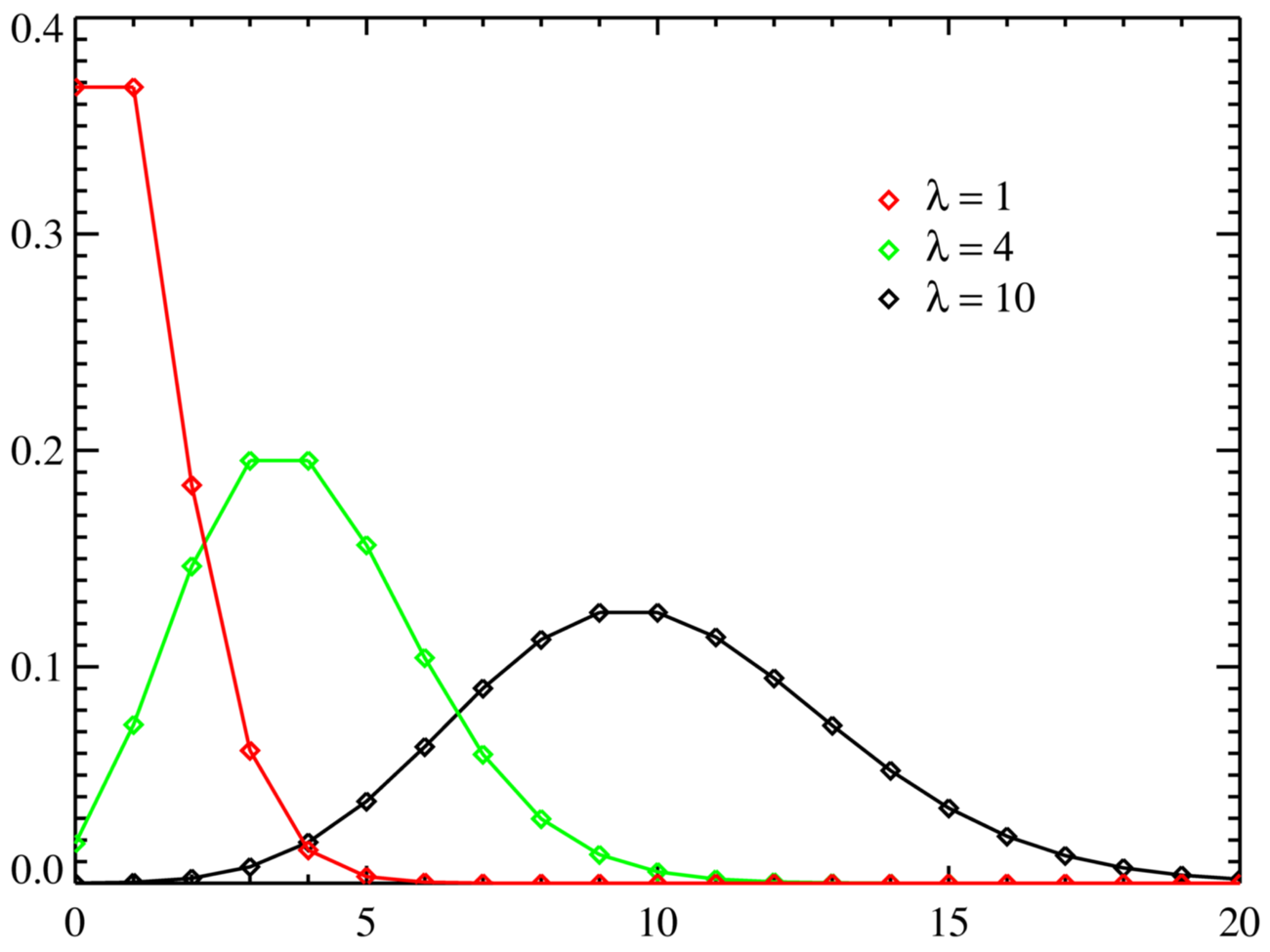
Distribuzioni di Poisson
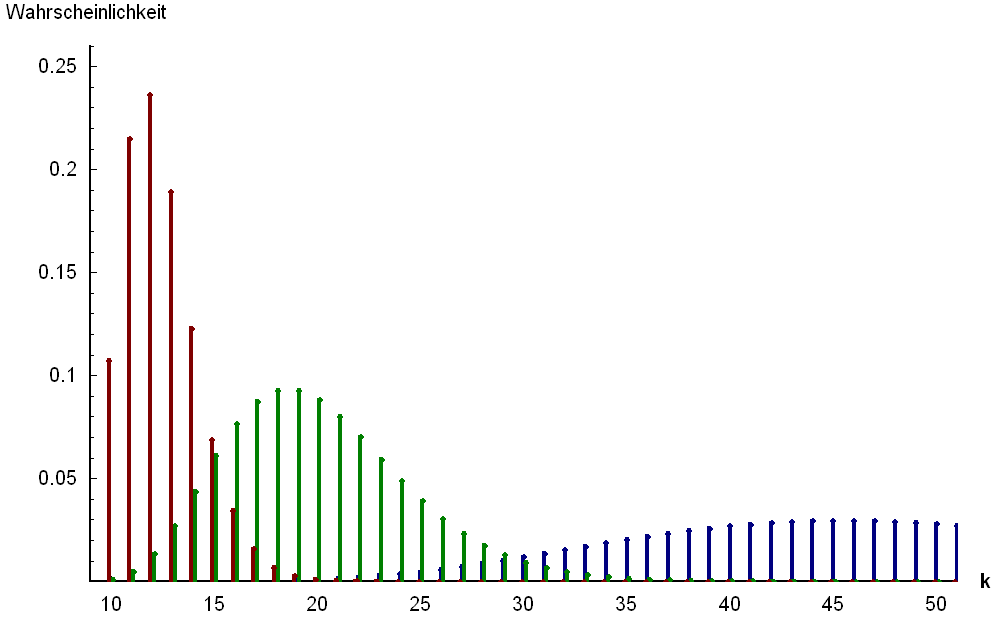
Distribuzioni di Pascal

### Distribuzione degenere
Se {\displaystyle a+b=0} si ha la distribuzione degenere (con {\displaystyle P(0)=1}):
Panjer{\displaystyle (a,-a)={\mathcal {U}}(\{0\}).}

### Distribuzione binomiale

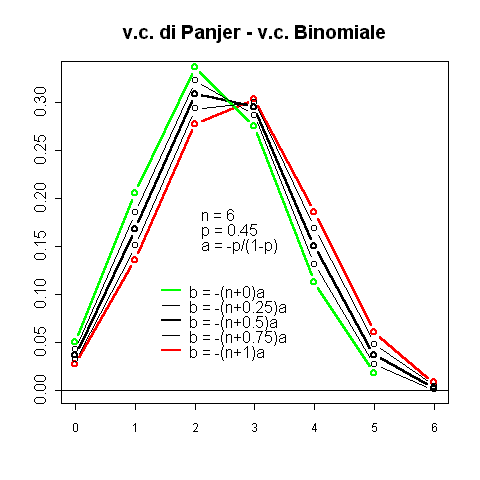
Funzione di probabilità della variabile casuale di Panjer come caso generale di una variabile casuale binomiale e casi intermedi.

Se {\displaystyle a+b>0} e {\displaystyle a<0} si ha la distribuzione binomiale:
Panjer{\displaystyle \left(-{\tfrac {p}{q}},(n+1){\tfrac {p}{q}}\right)={\mathcal {B}}(p,n)}, ovvero
Panjer{\displaystyle (a,b)={\mathcal {B}}\left({\tfrac {-a}{1-a}},{\tfrac {b}{-a}}-1\right).}
Il rapporto tra a e b dev'essere un intero perché a è negativo ed al crescere di k il termine b/k diventa sempre più piccolo; i termini a+b/k diventeranno negativi e pertanto uno di essi deve essere nullo.

### Distribuzione di Poisson
Se {\displaystyle a+b>0} e {\displaystyle a=0} si ha la distribuzione di Poisson:
Panjer{\displaystyle (0,\lambda )={\mathcal {P}}(\lambda )}, ovvero
Panjer{\displaystyle (0,b)={\mathcal {P}}(b).}

### Distribuzione di Pascal
Se {\displaystyle a+b>0} e {\displaystyle a>0} si ha la distribuzione di Pascal (o binomiale negativa):
Panjer{\displaystyle (q,(r-1)q)={\mathcal {NB}}(p,r)}, ovvero
Panjer{\displaystyle (a,b)={\mathcal {NB}}(1-a,{\tfrac {b}{a}}+1).}
In questo caso si deve avere {\displaystyle a<1}: affinché la serie dei {\displaystyle p_{k}} converga serve che la successione sia definitivamente decrescente, ovvero che il rapporto a+b/k tra due termini consecutivi sia inferiore a 1 per ogni k abbastanza grande.

### Distribuzione geometrica
La distribuzione geometrica {\displaystyle {\mathcal {G}}(q)}, che è un caso particolare della distribuzione di Pascal, {\displaystyle {\mathcal {NB}}(p,1)}, si ottiene dalla distribuzione di Panjer con parametri {\displaystyle (q,0)}.

## Proprietà
Anche se le quattro classi di distribuzioni hanno proprietà diverse, alcune loro proprietà possono essere espresse sotto la forma di distribuzioni di Panjer. Una variabile aleatoria X con distribuzione di Panjer di parameri {\displaystyle (a,b)} ha
- valore atteso {\displaystyle E[X]={\frac {a+b}{1-a}}};
- varianza {\displaystyle {\text{Var}}(X)={\frac {a+b}{(1-a)^{2}}}}.

Queste possono essere ottenute tramite i momenti centrali {\displaystyle \mu _{n}=E[X^{n}]}, che si possono esprimere tramite ricorsione a partire da {\displaystyle \mu _{0}=1} e dalle relazioni
{\displaystyle \textstyle \mu _{n}=\sum _{k\geqslant 0}k^{n}p_{k}=\sum _{k\geqslant 0}(k+1)^{n}(a+{\tfrac {b}{k+1}})p_{k};}
dalle quali si ricavano
{\displaystyle \mu _{1}=a\mu _{1}+(a+b)}, che implica {\displaystyle E[X]=\mu _{1}={\tfrac {a+b}{1-a}}}, e
{\displaystyle \mu _{2}=a\mu _{2}+(2a+b)\mu _{1}+(a+b)\mu _{0}}, che implica {\displaystyle E[X^{2}]=\mu _{2}={\tfrac {(a+b)(a+b+1)}{(1-a)^{2}}}.}

### Generalizzazioni
La formula ricorsiva della distribuzione di Panjer può essere utilizzata per definire altre distribuzioni, ma in questo caso il supporto della distribuzione viene scelto arbitrariamente e le distribuzioni risultanti non sono più collegate al problema di valutazione del rischio studiato da Panjer.
Ad esempio la distribuzione logaritmica, definita sui numeri naturali positivi (senza lo zero) come
{\displaystyle P(k)=-{\frac {1}{\log(q)}}{\frac {p^{k}}{k}}}
soddisfa la relazione
{\displaystyle P(k)=(p-{\tfrac {p}{k}})P(k-1).}
Più in generale si possono considerare distribuzioni definite sugli interi superiori ad un numero n fissato, ovvero con supporto {\displaystyle S=\mathbb {N} \setminus \{0,1,\ldots ,n\}=\{n+1,n+2,\ldots \}}.
Un'altra scelta è di troncare il supporto ad un intero {\displaystyle N}, ossia di imporre
{\displaystyle P(N)=0} e
{\displaystyle p_{k}=\left(a+{\frac {b}{k}}\right)p_{k-1}} per {\displaystyle k\neq N.}
Per ogni scelta dei parametri {\displaystyle (a,b)} è sempre possibile scegliere dei sottoinsiemi {\displaystyle S\subset \mathbb {N} } in modo che i termini {\displaystyle \{p_{s}\}_{s\in S}} abbiano lo stesso segno e che la serie {\displaystyle \textstyle \sum _{s\in S}p_{s}} converga (ad esempio scegliendo un solo elemento, {\displaystyle S=\{s_{0}\}}). Riscalando i termini in modo che la loro somma sia 1 si ottiene una distribuzione di probabilità definita su {\displaystyle S}; in ogni caso nessuna di queste distribuzioni, tranne eventualmente quella con supporto {\displaystyle S=\mathbb {N} }, è una distribuzione di Panjer.